# Jean-Marc Bel
Pour les articles homonymes, voir Bel (homonymie).
Jean-Marc Bel, né le 22 avril 1855 à Biot et mort le 16 janvier 1931 à Paris, est un explorateur et ingénieur géologue français.

## Biographie
Il naît dans les Alpes-Maritimes. Il est le fils de Lambert Bel (agriculteur) et de Françoise Elisabeth Gazielly. Après avoir étudié à l'école polytechnique de 1874 à 1876 et obtenu une licence en physique en 1877, il devient ingénieur civil de l'École des Mines de Paris et géologue.
Il devient directeur technique de la société française des mines d’or de l’Uruguay. En 1887, il part au Venezuela y étudier l'industrie minière. Sa première expédition est une mission scientifique dont il est le géologue au Chili, au Pérou et en Bolivie de 1888 à 1889. L'année de son départ, il épouse Amélie Cireaud qui l'accompagnera dans toutes ses prochaines expéditions. Il dirige une expédition géologique entre 1890 au Transvaal (Afrique du Sud) pour y observer les gisements d'or. Il part ensuite pour le Siam (province de Bang Saphan) en 1893 pour y étudier les champs aurifères. En 1896, il explore le bas-Laos et l'Annam.
Il est membre de la société de géographie à laquelle il lègue tous ses clichés en 1923. Il est également un des membres fondateurs de l'Académie des sciences d'outre-mer. Il est vice-président de la société des ingénieurs coloniaux et secrétaire du district parisien de la société de l'industrie minérale et secrétaire de la société des ingénieurs civils de France.

### Mission Bel
En 1906, il lance la mission Bel qui vise à la reconnaissance d'un tracé de chemin de fer de Brazzaville à l’océan. et l'étude des minerais du Congo français. La mission est constituée de Jean-Marc Bel et 7 personnes dont sa femme. Elle part de France début 1906, passe par la Guinée française, la Côte d'Ivoire et le Gabon. M. Devès part en éclaireur et débarque à Loango en mai 1906. L'équipe remonte le fleuve Congo jusqu'à Matadi puis prend le train jusqu'à Léopoldville. Ils passent ensuite par Brazzaville et marchent sur la piste des caravanes accompagnés de porteurs (en faisant escale à Loudima) jusqu'à Loango (où ils rejoignent Devès) et Pointe-Noire. Pendant plusieurs mois, il étudie les gisements du Congo et étudie différents lieux pour l'emplacement d'un port pour y construire le terminal du chemin de fer : après des études de terrain et des sondages, Pointe-Noire est choisie au détriment de Loango et Kouilou.

## Œuvres
Liste des œuvres :
- Une page d'histoire ou Le 4 septembre (1880) [lire en ligne]
- Aperçu de la situation de l'industrie minière au Vénézuela en 1887 (1888)
- 29 phot. de la mission J.M. Bel en Bolivie en 1888 (1889)
- Les Mines d'or du Transvaal (1892)
- La Minéralogie (1893)
- Les champs aurifères siamois  (1894)
- Deuxième mission au Siam (1895)
- Mission scientifique au Chili et dans le nord de la Bolivie, 1888-1889 (1896)
- 4 albums et 460 phot. des missions J.M. Bel au Siam en 1893 et 1895, au Laos et en Annam en 1897 (1897) [lire en ligne]
- Note sur un voyage de mission au pays des Khas ou au bas Laos (1898)
- 2 albums et 334 phot. de la Mission J.-M. Bel au Congo francais en 1906-1907 (1907) [lire en ligne]
- Mission Bel au Congo français (1908)
- Rapport sur une mission au Congo français (1906-1907) (1908) [lire en ligne]
- Les Richesses minérales du Congo français (1908)
- Bassins du Niari-Kouilou et du Bas-Congo. Projet d'un chemin de fer de Brazzaville à l'Océan (1908)

## Distinctions
- Chevalier de la Légion d'honneur en 1906
- Officier de la Légion d'honneur en 1926